# Лівіно
Лі́віно (каз. Ливино) — село у складі Ріддерської міської адміністрації Східноказахстанської області Казахстану.
Населення — 138 осіб (2009; 182 у 1999, 189 у 1989).
Національний склад станом на 1989 рік:
- росіяни — 100 %